# C-evo
C-evo (zkratka pro Civilization-Evolution) je tahová strategická počítačová hra typu 4X napsaná v Delphi. Většinu návrhu i programování provedl Steffen Gerlach.
C-evo je založena na počítačové hře Civilization II, ovšem se záměrem opravit některé slabé stránky této hry, včetně chování počítačem řízených civilizací.
Hra byla chválena jako jedna z nejlepších freewarových strategických her, zejména pro svoje silné AI moduly.

## Záměr a vývojové principy
Autor formuloval svůj záměr v šesti principech , kterým jsou pravidla podřízena. Tyto principy mj. říkají, že:
- Hra nemá být historickou simulací, ale výzvou, která prověří strategické myšlení.
- Důsledné oddělení AI modulu, který ovládá počítačem řízené civilizace, od samotné hry, která vyhodnocuje pravidla.
- Počítačem řízené civilizace jsou plnoprávní hráči, rovnocenní s lidským hráčem. To v praxi znamená, že pravidla pro ně jsou přesně stejná (až na několik výjimek z důvodu kompatibility starších AI modulů) a že postoj (přátelství/nenávist) počítačových civilizací není možno vylepšit stavbou vhodného divu, tak jako člověk by si nenechal svoji svobodnou vůli omezovat, kdyby takový div postavila jiná civilizace.

## Hlavní rozdíly oproti Civ II

### Vojenské jednotky
- Hráč nezíská téměř žádné jednotky automaticky při objevu nové technologie; musí pro pozemní, námořní i letecké jednotky vynalézt tzv. "unit design", kdy se sám rozhodne, zda upřednostní např. útočné číslo na úkor rychlosti, obranné číslo na úkor ceny nebo některých zvláštních schopností (jako bonus proti leteckým útokům) apod.
- Oproti Civ II odpadá vliv "firepower" a "hit-points" na souboj. Nejslabší jednotky mají útočnou a obrannou sílu 2 až 6, moderní jednotky i mnoho set. K úspěšnému dobytí města je potřeba mnohem menší přesila, než v Civ II, takže je menší pravděpodobnost "zákopové války".
- Ve hře nejsou nukleární jednotky, neboť hlavní motivací proti jejich použití v Civ II bylo mezinárodní odsouzení a to v této hře nedává smysl (viz výše "vývojové principy").

### Diplomacie
- Během diplomacie si hráči mohou vyměnit tzv. "dossier" (obsahující především informaci o dosažených technologií) nebo vojenské informace o síle a počtu jednotek. Také mohou uzavřít přátelství, při němž stále vidí "dossier" druhého, ale nikoli vojenské informace.
- Hráč nemůže smlouvy neomezeně porušovat, každé tři tahy smí smlouvu s druhým státem snížit nejvýše o jeden stupeň (spojenectví → přátelství → mír → válka).

### Technologie
- Pokud hráč získá technologii od jiné civilizace, nemůže ji používat, dokud ji nepochopí, což jej stojí polovinu bodů výzkumu, než kdyby ji samostatně vynalezl.
- Technologický strom umožňuje větší svobodu, než v Civ II, takže hráč má větší možnost zanedbat některé větve výzkumu a o to více pokročit v jiných.
- Technologický strom je rozdělen do čtyř epoch a technologie nejpokročilejší epochy (produktivita továren, síla pozemních, námořních a leteckých jednotek) je možno vyzkoumat až padesátkrát, přičemž každý výzkum dá další bonus. Tím odpadne situace z Civ II, kdy po vynalezení např. mechanizované pěchoty hráč ví, že tato jednotka již nikdy nebude překonána.
- Kradení technologií je mnohem obtížnější.  Great Library poskytne všechny technologie, které již zná většina dosud žijících civilizací (takže má-li hráč 3 žijící soupeře, musí technologii znát všichni). Špionážní jednotka neumí krást technologii vůbec a při dobytí města lze jednu ukradnout pouze při vlastnictví jistého divu světa.

### Ostatní
- Pravidla C-evo jsou deterministická, nevyužívají náhodu (ovšem AI moduly ano). Například výsledek souboje je přesně dán silou jednotek, terénem apod.
- Město o velikosti n obdělává n políček (o jedno méně, než Civ II), pastviny produkují 4 jídla místo tří a počet jídel ke zvětšení města o jedno je konstantní (40). Osadníci představují dvě jednotky obyvatelstva (v Civ II to byla jedna) a nejmenší možná velikost města je 2. V důsledku těchto pravidel obvykle velká města rostou rychleji, než malá (tedy opačně, než v Civilizaci).

## Obtížnost a AI moduly
Zatímco v Civ II obtížnost ovlivňovala hlavně spokojenost obyvatel a "podvádění" počítače (který na nejvyšších obtížnostech produkoval více, než mu podle pravidel příslušelo), v C-evo je možno každému (lidskému i počítačovému) hráči nastavit jednu ze tří obtížností, takže má o čtvrtinu větší nebo naopak menší cenu za výzkum, výrobu i za jídlo k růstu města. Nejnižší obtížnost se tedy nastavuje tak, že hráč sobě vše zlevní a počítači vše zdraží.
Hra obsahuje takové rozhraní, aby kdokoli mohl napsat svůj AI modul. Hráč pak může zahájit hru s libovolným (i nulovým) počtem lidských hráčů nebo počítačem řízených AI modulů. Je tedy možno udělat i turnaj několika AI modulů proti sobě. Maximum hráčů je 15.

## Popis hry
Stejně jako série Civilization, C-evo má oproti jiným hrám široký záběr co do epochy, v níž se odehrává. Hra začíná v roce 4000 před n. l. a hráč postupně vynalézá mnoho desítek technologií, jako železo, psaní, jízdu na koni, později střelný prach, železnici a spalovací motor a nakonec robotiku, jadernou energii a lety do vesmíru.
Hráč začíná s jedním městem. V něm produkuje budovy zvyšující produktivitu města, vojenské jednotky a osadníky, kteří mohou založit další města. Podstatou hry je úspěšně řídit říši a moudře rozdělit prostředky mezi armádu, vědu, rozvoj měst, průzkum, zabírání nových území apod.
Hráč se při hře setkává s jinými civilizacemi, které jsou řízené počítačem nebo jinými hráči. S nimi může soupeřit o zabrání území, bojovat pomocí vojenských jednotek, vyjednávat mír či spojenectví nebo spolupracovat (například výměnou technologií).

### Vítězství
Vítězí hráč, který první postaví kosmickou loď, k čemuž je nutno mít pokročilé technologie a ovládat na mapě naleziště tří vzácných kovů (na většině map jsou od každého z nich dvě políčka). Prakticky se za vítězství považuje i eliminace ostatních hráčů, protože potom nemůže ve stavbě lodi hráči nic zabránit.

### Správa měst
Každé město obdělává v závislosti na své velikosti jistý počet políček, které generují:
- Jídlo umožňující růst města
- Suroviny potřebné pro údržbu jednotek, stavbu budov a jednotek
- Obchod, který hráč může libovolně rozdělit na:
  - Zlato, potřebné k údržbě budov, poplatkům jiným civilizacím (například výměnou za neútočení) nebo k rychlému dokončení urgentně potřebné jednotky
  - Vědu, která ovlivní rychlost vynalézání technologií
  - Luxus, který ovlivňuje spokojenost obyvatel ve městě

Různá pole generují různá množství výše uvedeného, například pastviny (grassland) generují hodně jídla, lesy poskytují suroviny apod. Existují též bonusová políčka, například les se zvěří produkuje více jídla, než běžný les.
Výnos polí lze ovlivnit stavbou terénních úprav, například dolů a zavlažování, dále pak silnic a železnic, které navíc umožňují rychleji přepravovat jednotky.
Ve městech lze stavět jen to, co již bylo vynalezeno:
- vojenské jednotky, které hráč vynalezl podle svého vkusu a strategie
- speciální jednotky, které hráč může používat po vynalezení určité technologie (například primitivní loď, od začátku může používat slabou pozemní Militu apod. )
- budovy, které slouží např. ke
  - zvýšení produktivity města v surovinách, vědě a zlatu (továrna, univerzita, banka apod.)
  - zvýšení spokojenosti obyvatel (divadlo, katedrála)
  - snížení znečištění (průmysl zamořuje okolní políčka na mapě; není-li znečištění odstraňováno, může vést ke globálnímu oteplení)
  - zvýšení odolnosti města proti útokům ze země, moře nebo vzduchu útokům (hradby, protiletecká baterie)
  - stavbě zkušených jednotek (zkušenost jednotek dává výhodu v boji, některé budovy umožňují stavět jednotky se stupněm zkušenosti 3 z 5 nebo dokonce 5 z 5).
- state improvements – mocné budovy, z nichž každá smí stát jen jednou v každém státě. Některé mají účinek na všechna hráčova města (například zdvojnásobí účinek bank), jiné jen na svoje město (například produkuje 12 jídel za tah).
- divy světa, velmi nákladné projekty, z nichž každá může stát jen jednou na celém světě a při jejich zničení je nelze přebudovat. Například "Hanging gardens" umožní měnit poušť v úrodné pastviny, "Colossus" umožní stavět divy o čtvrtinu levněji apod.

Spokojenost obyvatel města je nutno udržovat na přijatelné úrovni, například stavbou příslušných budov.

### Forma vlády
Hráč může během hry změnit formu vlády – například monarchie podporuje růst měst, komunismus zvýší průmyslovou produkci, demokracie generuje mnoho vědy, ale ztěžuje vedení války apod.